# Paleorhinus
Paleorhinus byl značně rozšířený rod fytosaurního plaza, žijícího v období svrchního triasu na území Severní Ameriky, Evropy a severní Afriky. Tito starobylí plazi krokodýlovitého vzhledu byli obojživelnými dravci a dosahovali délky až kolem 4 metrů. Zkameněliny druhu P. arenaceus byly objeveny na polské lokalitě v Krasiejowě. Dalšími druhy jsou P. bransomi, P. fraasi a P. ehlersi. Indický rod Parasuchus bývá občas také zahrnován do rodu Paleorhinus.